# Vilém Slavata
Vilém Slavata z Chlumu a Košumberka (Čestín Kostel, 1572 – Jindřichův Hradec, 1652) è stato un politico ceco.
Durante un viaggio in Italia si convertì al cattolicesimo, divenendo un cattolico intransigente. Nel 1618 lui e Jaroslav Bořita z Martinic, luogotenenti imperiali, furono scaraventati giù dalle finestre del castello di Praga durante la Defenestrazione di Praga (1618). Tra le sue proprietà vi fu anche il castello di Telč. Fu consigliere imperiale dal 1620 e gran cancelliere di Boemia dal 1628.